# Epitrimerus chamaenerii
Epitrimerus chamaenerii är en spindeldjursart som beskrevs av Johan Ivar Liro 1940. Epitrimerus chamaenerii ingår i släktet Epitrimerus, och familjen Eriophyidae. Arten är reproducerande i Sverige.